# Caproni Ca.1
Caproni Ca.1 — экспериментальный биплан. Первый самолёт спроектированный и созданный авиаконструктором Джованни Капрони.

## История

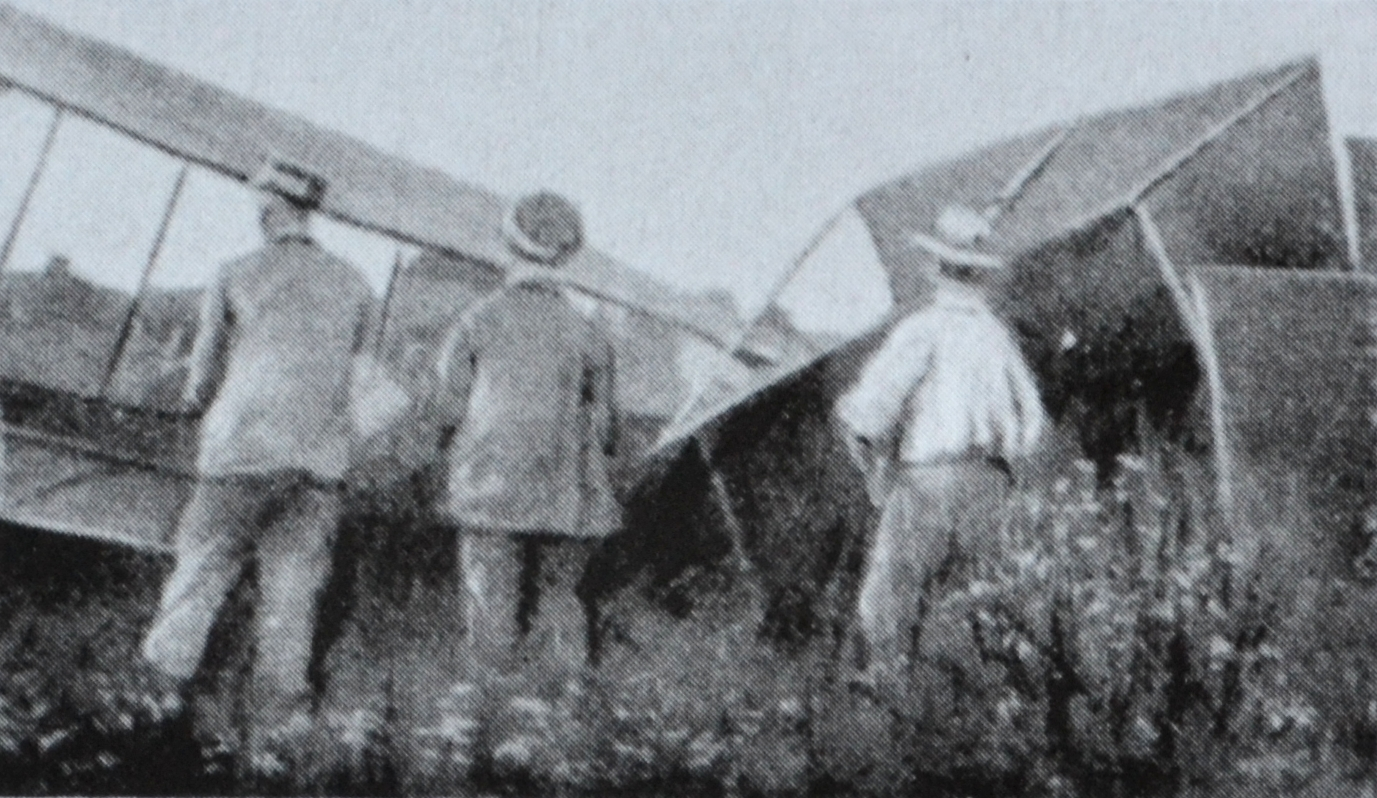
Разбитый самолёт

В 1908 году молодой Джованни Капрони (двадцать два года) начал заниматься самолётами и спроектировал биплан. Уже в декабре 1909 с помощью друзей начал собирать свой первый летательный аппарат. К маю 1910 аппарат был готов к испытаниям. Испытания проходили на поле не вполне пригодном для этого. Во время приземления неопытность пилота дала о себе знать - самолёт разбился, пилот остался жив. Несмотря на крушение, испытание было признано удачным и Джованни Капрони продолжил свою деятельность. Ca.1 был восстановлен и помещён в музей, где он находится и поныне.

## Лётно-технические характеристики
Источник данных: 

Технические характеристики
- Экипаж: 1 чел.
- Пассажировместимость: 1 чел.
- Длина: 9,86 м
- Размах крыла: 10,50 м
- Высота: 3,36 м
- Площадь крыла: 38,00 м²
- Максимальная взлётная масса: 380 кг
- Силовая установка: 1 × ПД Miller
- Мощность двигателей: 1 × 25 л. с. (1 × 30 кВт)

Лётные характеристики
- Максимальная скорость: 80 км/ч